# کبیر والا
کبیر والا (به انگلیسی: Kabirwala) یک منطقهٔ مسکونی در پاکستان است که در ناحیه خانیوال واقع شده‌است.